# Уцин
Уци́н (кит. упр. 武清, пиньинь Wǔqīng) — район городского подчинения города центрального подчинения Тяньцзинь (КНР).

## История
Уезд Уцин (武清县) был создан в 742 году.
После образования КНР вошёл в состав Специального района Тяньцзинь (天津专区), который в 1967 году был переименован в Округ Тяньцзинь (天津地区). В 1973 году был передан в состав города центрального подчинения Тяньцзинь. В 2000 году уезд был преобразован в городской район.

## Административное деление
Район Уцин делится на 6 уличных комитетов, 19 посёлков и 5 волостей.